# Maria Charlotta Nordenfeldt
Marie Charlotte Nordenfeldt, född 24 mars 1800 på Björneborgs herrgård i Visnums församling, död 11 december 1889 i Kristinehamn, var en svensk dagboksförfattare.

## Biografi
Marie Charlotte Nordenfeldt var dotter till löjtnanten och brukspatronen Johan Niklas Nordenfeldt (1759–1825) och friherrinnan Anna Wilhelmina Posse (1779–1858) samt syster till landshövdingen Enar Nordenfelt (1798–1868) och generalintendenten Johan Åke Nordenfeldt (1807–1852). När hon var 18 år flyttade hon in i det Nordenfeldtska huset i Kristinehamn.
Nordenfeldt har blivit känd för sina många och omfångsrika dagböcker som är en rik källa för kunskapen om adligt familjeliv och om släkten Nordenfeldts historia. 

## Källa
- Riksarkivet släkten Nordenfeldt